# Странные сказки
«Странные сказки» (англ. Freaky Tales) — художественный фильм американских режиссёров Анны Боден и Райана Флека с Педро Паскалем, Ангусом Клаудом, Джеком Чемпионом и Беном Мендельсоном в главных ролях. Его премьера состоялась в январе 2024 года на 40-м кинофестивале «Сандэнс».

## Сюжет
Действие фильма происходит в 1987 году в калифорнийском Окленде. Сценарий основан на мемуарах одного из режиссёров, Райана Флека.

## В ролях
- Педро Паскаль — Клинт
- Ангус Клауд — Трэвис
- Джей Эллис — Слипи Флойд
- Джек Чемпион — Люцид
- Доминик Торн — Барби
- Бен Мендельсон — парень
- Том Хэнкс — сотрудник видеомагазина
- Нормани — соблазнительница
- Too Short — рассказчик
- Слипи Флойд  — камео

## Релиз и восприятие
Премьера «Странных сказок» состоялась в январе 2024 года на 40-м кинофестивале «Сандэнс».